# Big Joe Turner
Joseph Vernon "Joe" Turner, Jr., ismertebb nevén Big Joe Turner (Kansas City, Missouri, 1911. május 18. – Inglewood, Kalifornia, 1985. november 24.) amerikai blues-zenész. A dalszerző Doc Pomus szerint a rock and roll sosem születhetett volna meg nélküle. Az 1950-es években volt a csúcson elsősorban a Shake, Rattle and Roll-lal, amit aztán sokan elénekeltek, legnépszerűbbé vált a Bill Haley & His Comets feldolgozása.
1983-ben Turner bekerült a Blues  halhatatlanjai közé, majd 1987-ben a Rock and Roll  halhatatlanjai közé.